# Liste der lettischen Außenminister
Diese Liste der lettischen Außenminister listet alle lettischen Außenminister seit 1918 auf.

## Republik Lettland (1918 – 1940)
| Antritt           | Abgang            | Außenminister            | Leben       | Partei                                                                      | Regierung |
| ----------------- | ----------------- | ------------------------ | ----------- | --------------------------------------------------------------------------- | --- |
| 19. November 1918 | 26. Januar 1924   | Zigfrīds Anna Meierovics | 1887 – 1925 | Latviešu zemnieku savienība                                                 | Provisorische Regierungen: Kabinett Ulmanis I, Kabinett Ulmanis II, Kabinett Ulmanis III, Kabinett Ulmanis IV, Kabinett Meierovics I, Kabinett Meierovics II, Kabinett Pauļuks |
| 26. Januar 1924   | 17. Dezember 1924 | Ludvigs Sēja             | 1885 – 1962 | parteilos                                                                   | Kabinett Zāmuels |
| 18. Dezember 1924 | 22. August 1925   | Zigfrīds Anna Meierovics | 1887 – 1925 | Latviešu zemnieku savienība                                                 | Kabinett Celmiņš I |
| 22. August 1925   | 23. Dezember 1925 | Hugo Celmiņš             | 1877 – 1941 | Latviešu zemnieku savienība                                                 | Kabinett Celmiņš I |
| 24. Dezember 1925 | 6. Mai 1926       | Hermanis Albats          | 1879 – 1942 |                                                                             | Kabinett Ulmanis V |
| 6. Mai 1926       | 17. Dezember 1926 | Kārlis Ulmanis           | 1877 – 1942 | Latviešu zemnieku savienība                                                 | Kabinett Alberings |
| 19. Dezember 1926 | 23. Januar 1928   | Fēlikss Cielēns          | 1888 – 1964 | Latvijas Sociāldemokrātiskā Strādnieku partija                              | Kabinett Skujenieks I |
| 24. Januar 1928   | 4. Dezember 1930  | Antons Balodis           | 1880 – 1942 |                                                                             | Kabinett Juraševskis, Kabinett Celmiņš II |
| 5. Februar 1930   | 26. März 1931     | Hugo Celmiņš             | 1877 – 1941 | Latviešu zemnieku savienība                                                 | Kabinett Celmiņš II |
| 26. März 1931     | 4. Dezember 1931  | Kārlis Ulmanis           | 1877 – 1942 | Latviešu zemnieku savienība                                                 | Kabinett Ulmanis VI |
| 6. Dezember 1931  | 23. März 1933     | Kārlis Zariņš            | 1879 – 1963 |                                                                             | Kabinett Skujenieks II |
| 24. März 1933     | 1. März 1934      | Voldemārs Salnais        | 1886 – 1948 | Progresīvā apvienība                                                        | Kabinett Bļodnieks |
| 17. März 1934     | 17. April 1936    | Kārlis Ulmanis           | 1877 – 1942 | Latviešu zemnieku savienība (bis 15. Mai 1934), parteilos (ab 15. Mai 1934) | Kabinett Ulmanis VII, Kabinett Ulmanis VIII |
| 18. April 1936    | 13. Juli 1936     | Ludvigs Ēķis             | 1892 – 1943 | parteilos                                                                   | Kabinett Ulmanis VIII |
| 14. Juli 1936     | 20. Juni 1940     | Vilhelms Munters         | 1898 – 1967 | parteilos                                                                   | Kabinett Ulmanis VIII |
| 20. Juni 1940     | 25. August 1940   | Augusts Kirhenšteins     | 1872 – 1963 | parteilos                                                                   | Kabinett Kirhenšteins |

## Lettische Sozialistische Sowjetrepublik(1940 – 1990)
| Antritt | Abgang | Außenminister      | Leben       | Partei                          | Regierung |
| ------- | ------ | ------------------ | ----------- | ------------------------------- | --------- |
| 1944    | 1950   | Pēteris Valeskalns | 1899 – 1987 | Kommunistische Partei Lettlands |           |
| 1955    | 1959   | Jānis Ostrovs      | 1896 – 1966 | Kommunistische Partei Lettlands |           |
| 1959    | 1962   | Voldemārs Kalpiņš  | 1916 – 1995 | Kommunistische Partei Lettlands |           |
| 1962    | 1967   | Andrejs Elvihs     | 1910 – ?    | Kommunistische Partei Lettlands |           |
| 1967    | 1985   | Viktors Krūmiņš    | 1923 – 1990 | Kommunistische Partei Lettlands |           |
| 1985    | 1989   | Leonīds Bartkēvičs | * 1932      | Kommunistische Partei Lettlands |           |
| 1989    | 1990   | Eižēns Počs        | * 1932      | Kommunistische Partei Lettlands |           |

## Lettland (seit 1990)
| Antritt           | Abgang            | Außenminister            | Leben     | Partei | Regierung                                                                                     |
| ----------------- | ----------------- | ------------------------ | --------- | --- | --------------------------------------------------------------------------------------------- |
| 22. Mai 1990      | 10. November 1992 | Jānis Jurkāns            | * 1946    | Latvijas Tautas Fronte                                                                                               | Kabinett Godmanis I                                                                           |
| 10. November 1992 | 7. Juni 1994      | Georgs Andrejevs         | 1932–2022 | Latvijas Ceļš | Kabinett Godmanis I, Kabinett Birkavs                                                         |
| 17. August 1994   | 16. Juli 1999     | Valdis Birkavs           | * 1942    | Latvijas Ceļš | Kabinett Birkavs, Kabinett Gailis, Kabinett Šķēle I, II, Kabinett Krasts, Kabinett Krištopans |
| 16. Juli 1999     | 7. November 2002  | Indulis Bērziņš          | * 1957    | Latvijas Ceļš | Kabinett Šķēle III, Kabinett Bērziņš                                                          |
| 7. November 2002  | 9. März 2004      | Sandra Kalniete          | * 1952    | parteilos | Kabinett Repše                                                                                |
| 9. März 2004      | 19. Juli 2004     | Rihards Pīks             | * 1941    | Tautas partija | Kabinett Emsis                                                                                |
| 20. Juli 2004     | 21. Juli 2004     | Helēna Demakova          | * 1959    | Tautas partija | Kabinett Emsis                                                                                |
| 21. Juli 2004     | 28. Oktober 2007  | Artis Pabriks            | * 1966    | Tautas partija | Kabinett Emsis, Kabinett Kalvītis I                                                           |
| 29. Oktober 2007  | 8. November 2007  | Helēna Demakova          | * 1959    | Tautas partija | Kabinett Kalvītis II                                                                          |
| 8. November 2007  | 28. April 2010    | Māris Riekstiņš          | * 1963    | Tautas partija | Kabinett Kalvītis II, Kabinett Godmanis II, Kabinett Dombrovskis I                            |
| 29. April 2010    | 3. November 2010  | Aivis Ronis              | * 1968    | parteilos | Kabinett Dombrovskis I                                                                        |
| 3. November 2010  | 25. Oktober 2011  | Ģirts Valdis Kristovskis | * 1962    | Vienotība (Pilsoniskā savienība)                                                                                     | Kabinett Dombrovskis II                                                                       |
| 25. Oktober 2011  | 8. Juli 2023      | Edgars Rinkēvičs         | * 1973    | parteilos (bis 30. Januar 2012), Reformu partija (vom 30. Januar 2012 bis 19. Mai 2014), Vienotība (ab 19. Mai 2014) | Kabinett Dombrovskis III, Kabinett Straujuma I, II, Kabinett Kučinskis, Kabinett Kariņš I, II |
| 8. Juli 2023      | 10. April 2024    | Krišjānis Kariņš         | * 1964    | Vienotība | Kabinett Kariņš II, Kabinett Siliņa                                                           |
| 11. April 2024    | 19. April 2024    | Evika Siliņa             | * 1975    | Vienotība | Kabinett Siliņa                                                                               |
| 19. April 2024    | amtierend         | Baiba Braže              | * 1966    | parteilos | Kabinett Siliņa                                                                               |